# لویی بیل
لویی بیل (هلندی: Louis Beel; زاده ۱۲ آوریل ۱۹۰۲ – درگذشته ۱۱ فوریهٔ ۱۹۷۷) سیاستمدار اهل پادشاهی هلند بود.